# Scottville (Illinois)
Scottville és una població dels Estats Units a l'estat d'Illinois. Segons el cens del 2000 tenia 140 habitants.

## Demografia
Segons el cens del 2000, Scottville tenia 140 habitants, 57 habitatges, i 42 famílies. La densitat de població era de 54,1 habitants/km².
Dels 57 habitatges en un 29,8% hi vivien nens de menys de 18 anys, en un 56,1% hi vivien parelles casades, en un 10,5% dones solteres, i en un 26,3% no eren unitats familiars. En el 22,8% dels habitatges hi vivien persones soles el 10,5% de les quals corresponia a persones de 65 anys o més que vivien soles. El nombre mitjà de persones vivint en cada habitatge era de 2,46 i el nombre mitjà de persones que vivien en cada família era de 2,88.
Per edats la població es repartia de la següent manera: un 25,7% tenia menys de 18 anys, un 4,3% entre 18 i 24, un 26,4% entre 25 i 44, un 24,3% de 45 a 60 i un 19,3% 65 anys o més.
L'edat mediana era de 41 anys. Per cada 100 dones de 18 o més anys hi havia 89,1 homes.
La renda mediana per habitatge era de 31.875 $ i la renda mediana per família de 30.833 $. Els homes tenien una renda mediana de 35.625 $ mentre que les dones 22.083 $. La renda per capita de la població era de 14.362 $. Aproximadament el 14,3% de les famílies i el 17,5% de la població estaven per davall del llindar de pobresa.

## Poblacions més properes
El següent diagrama mostra les poblacions més properes.